# Kelly Hunter
Kelly Hunter (Londra, 21 luglio 1963) è un'attrice inglese.

## Biografia
Kelly Hunter è nata a Londra, figlia degli attori Robin Hunter e Maria Charles.
Attiva in campo teatrale, televisivo e cinematografico, Kelly Hunter è un membro della Royal Shakespeare Company e della compagnia del Royal National Theatre.
Ha recitato in musical di successo nel West End di Londra, tra cui Evita (1980), Jean Seberg (1983), Cabaret (1986) e The Blue Angel, per cui è stata candidata al Laurence Olivier Award alla migliore attrice in un musical. È anche un'apprezzata interprete di opere di prosa e ha recitato in un gran numero di classici, tra cui Re Giovanni, Il racconto d'inverno, Re Lear e Come vi piace (vincitrice del Theatre Awards UK per la sua performance nel ruolo di Rosalind).

## Filmografia parziale

### Cinema
- Le cinque vite di Hector (Being Human), regia di Bill Forsyth (1993)
- I miserabili (Les misérables), regia di Bille August (1998)
- La partita - La difesa di Lužin (The Luzhin Defence), regia di Marleen Gorris (2000)
- The Hole, regia di Nick Hamm (2001)
- La fiera della vanità (Vanity Fair), regia di Mira Nair (2004)
- Elizabeth: The Golden Age, regia di Shekhar Kapur (2007)

### Televisione
- L'ispettore Barnaby (Midsomer Murders) - serie TV, episodio 7x06 (2004)